# 菲奥娜·史密斯-贝尔
菲奥娜·史密斯-贝尔（英語：Fiona Smith-Bell，1973年10月31日—），加拿大女子冰球运动员，场上位置是后卫。她曾代表加拿大国家队参加1998年冬季奥林匹克运动会冰球比赛，获得一枚银牌。